# Umjetnost tijekom nacionalsocijalizma
Umjetnost tijekom nacionalsocijalizma bila je službeno odobrena umjetnost Nacionalsocijalističke Njemačke od 1933. do 1945. Umjetnost nije slijedila poseban stil u umjetničkom pogledu, već ideologija u ruhu romantičnog realizma.
Nacionalsocijalisti su zabranili sve tada moderne stilove (brojne izme), kao degeneriranu umjetnost, nasuprot tome htjeli su da njihova umjetnost temelji na tradicionalnim klasičnim stilovima, i da promiće njihovu ideologiju krvi i tla, uz to da bude rasno čista - arijevska, bez ikakvih tuđih doprinosa ili upliva.
Glavne teme bile su pastoralni prizori običnih njemačkih seljaka u radu po poljima i uopće narod (volk), krajolici koji su trebali oživjeti ljubav prema domovini, idealizirani aktovi i kipovi besprijekorno građenih muškaraca i žena, sposobnih rađanju. Sve se ukratko vrtilo oko idealizacije njemačke nacije. 
Glazba se trebala vratiti njemačkim korijenima, bez ikakvog upliva jazza i ritma (koji se prezirao), kao i svih eksperimenata s antonalnom muzikom. Filmovi, drame i izdavaštvo su cenzurirani, smanjen je import stranih djela a nasuprot tome povećana domaća proizvodnja. 

Nacionalsocijalistička umjetnost imala je puno sličnosti sa Socijalističkim realizmom koji je nešto ranije postao službena umjetnost Sovjetskog Saveza pa neki povjesničari umjetnosti oba stila radije zovu Herojski realizam.
Poznati umjetnici koje su nacisti cijenili i unajmljivali bili su kipari Josef Thorak i Arno Breker, slikari Werner Peiner, Adolf Wissel, Ivo Saliger i Conrad Hommel i ahitekt Paul Troost.

## Povijest

### Nastanak stila
Ispočetka ni samo vodstvo nacionalsocijalista nije znalo kakva im umjetnost treba, Alfred Rosenberg je 1922. u partijskim novinama Völkischer Beobachter (Narodni izvjestitelj) predložio da to bude - ekspresionizam kao napredni revolucionarni njemački stil. To je žestoko napao Edmund Steppes, koji je nasuprot tome predložio da to bude stara njemačka umjetnost, u maniri dunavske škole Albrechta Altdorfera.
Na kraju se upleo Adolf Hitler koji je i sam imao slikarskih ambicija, njemu se osobno nisu sviđali modernistički eksperimenti, za njega je umjetnički vrhunac bila antika i realistički prikaz svijeta, od kog se nije odlijepio, - tako da je njegov stav prevladao. On je 1929. osnovao Ligu za njemačku kulturu (njemački: Kampfbund für deutsche Kultur), koja se trebala boriti protiv modernističkih tendencija (apstrakcija, i brojni izmi) ali i protiv američkog kulturnog utjecaja, kao što je tad bio jazz.
Odmah po stupanju na vlast 31. siječnja 1933. Adolf Hitler, poduzeo je akcije za čišćenje njemačkog kulturnog prostora od degeneracija,  od paleža nepoželjnih knjiga, do otpuštanja nepoželjnih umjetnika i glazbenika iz državnih ustanova, smjenjivanja nepoželjnih direktora, kustosa koji bi pokazivali sklonost prema degenerativnim modernim umjetničkim pravcima.

### Osnivanje Carske komore kulture
Zakonom izglasanim 22. rujna 1933. osnovana je Carska komora kulture (njemački: Reichskulturkammer), pod okriljem Goebbelsovog Ministarstva za prosjetu i propagandu, sa sedam podkomora za radio, teatar, muziku, film, literaturu, likovnu umjetnost i novine. U komoru su primani samo rasno čisti članovi, prvenstveno oni koji su bili članovi nacističke partije ili su joj se bar povinovali. Sam Goebbels je jasno rekao da će samo članovima komore biti dozvoljeno da nešto rade na kulturi, i da je komora otvorena samo za one koji ispunjavaju kriterije da postanu njeni članovi, a svi ostali štetni i nepoželjni čimbenici bit će izbrisani iz njemačke kulture. 
Već do 1935. Carska komora kulture imala je 100 000 članova.

### Izložba degenerirane umjetnosti
Iz njemačkih muzeja je do 1937. konfiscirano oko 5 000 djela moderne umjetnosti, od toga 1 052 slika Emila Noldea, 759 Ericha Heckela, 639 Ernsta Kirchner, 508 Beckmanna, kao i sva djela stranih umjetnika poput Arhipenka, Chagalla, Ensora, Matissa, Picassa i van Gogha. Od tog je napravljen izbor od 650 slika, skulptura, grafika i knjiga iz 32 muzeja i organizirana velika izložba Degenerirane umjetnosti (njemački: Entartete Kuns), otvorena 19. srpnja 1937. u Münchenu.Na otvorenju izložbe govorio je Joseph Goebbels on je rekao da Izložba degenerativne umjetnosti treba pokazati njemačkoj javnosti
Kako je duboko perverzni židovski duh ušao u njemački kulturni život, a to se može vidjeti na izložbi u gomili zastrašujućih i užasavajućih oblika.
Nakon zatvaranja krajem prosinca, postala je putujuća i prezentirana je 11 gradova. Cilj te vrlo tendenciono postavljene izložbe, - bio je da izvrgne ruglu moderna umjetnost, i pokaže kao ružnoću koja nikada ne može postati lijepa, i da nakraju jednostavno narodski kaže - da je to prodaja muda pod bubrege, čeg se je najbolje kloniti, jer su to djela pomračenih umova.
Inače ono što je paradoksalno izraz - degenerirana umjetnost skovao je židovski filozof Max Nordau, koji je na kraju 19. st. zaključio da su svi oblici moderne umjetnosti, osobito u slikarstvu - degeneracija (nazadovanje).
Nordau je inače bio zajedno s Theodorom Herzlom jedan od pionira cionizma.
Nakon četiri mjeseca trajanja, izložbu je posjetilo 2 000 000 ljudi, što je bilo za ono vrijeme fantastična brojka, to je bilo tri puta više nego što je bilo na paralelnoj - Velikoj izložbi Njemačke umjetnosti.

### Velika izložba Njemačke umjetnosti
Dan prije otvorenja Degenerirane umjetnosti 18. srpnja 1937., otvorena je uz veliku pompu i prisutnost samog Adolfa Hitlera u novoizgrađenoj Kući njemačke umjetnosti u Münchenu - Velika izložba njemačke umjetnosti (Große Deutsche Kunstausstellung) na kojoj su izložena djela 250 poželjnih slikara i kipara. Selekciju radova izvršili su organizatorica Gerdy Troost, Hitler i Goebbels. Izložba je jasno pokazala koje teme nacistička umjetnost želi vidjeti;
- 40 % bili su krajolici,
- 30 % portreti običnih ljudi
- 11 % portreti povijesnih ličnosti
- 10 % prikaz životinja
- 7 % mrtve prirode[3]

Nakon te, održavane su svake godine do 1944. Velike izložbe u istom prostoru, ali kad je počeo rat počele su se mijenjati i teme, - sve su više to bili vojnici u borbi kako ih je slikao Paul Matthias Padua, a sve manje prizori s prve izložbe, iako su idilični krajolici ostali jedna od važnijih tema sve do kraja 1945.

### Glazba
Odmah po dolasku na vlast nacististi su naredili muzikolozima, pisanje nove povijesti njemačke glazbe, koja je trebala biti napisana u duhu njihove ideologije i mitologije Richard Wagner i Hans Pfitzner su proglašeni najvećim skladateljima prošlosti, jer su oni najbolje oslikavali duh njemačkog naroda (Volksgemeinschaft) isto tako cijenili su se i Bach, Beethoven, Bruckner ali ne i Mendelssohn ili Mahler jer su bili Židovi. Isto tako potpuno je odbačena atonalna muzika Arnolda Schoenberga i njegovih sljedbenika.

### Slikarstvo
Kad je slikarstvo očišćeno od degeneriranih utjecaja, slikalo se u duhu akademskog realizma, a veliko značenje se pridavalo nazivima slika, koje su se zvale; Plodna zemlja, Oslobođena zemlja, Na straži, Niz vjetar i buru ili Blagoslov zemlje.
Nacionalsocijalsti nisu željeli imati nikakve veze s materijalizmom i courbetovim realizmom (kog su Sovjeti cijenili) pa su pojam realizam rijetko rabili, iako im je slikarstvo u biti bilo realističko.
Slikari su trebali stvoriti idealne slike za vječnost, osim krajolika i prirode, teme su bile i idealizirani likovi muškaraca i žena - fizički savršenih.
Puno se slikalo seljake, kao simbol jednostavnog života u skladu s prirodom i ljepote njemačkih zemalja. Oslikavani su kako rade na tradicionalni način, bez mehanizacije, i u znoju lica svog proizvode hranu. Kako s razbuktavao rat, povećavao se broj slika herojskog sadržaja, s prikazima žrtava i pobjeda.

### Skulptura
Karakteristike nacističke skulpture bile su monumentalnost i idealizirani prikaz golih aktova muškaraca (manje žena) koje su urbi et orbi trebale pokazati savršenstvo arijevske rase. Skulpturi se poklanjala veća pažnja, pa se tako na godišnjim - Velikim izložbama njemačke umjetnosti, izlagalo više skulptura nego slika, a Arno Breker je bio prava zvijezda, koji je zbog svoje zanatske vještine dobivao najviše narudžaba.

### Arhitektura
Hitler je obožavao arhitekturu Antičkog Rima, on je imao i neku teoriju da je Antički Rim bio prvo arijevsko carstvo u kom su i Germani dali veliki doprinos. Pa su se u skladu s njegovim vizijama gradili monumentalni objekti - nalik na antičke hramove, ali je to nakraju bila ipak samo historicistička arhitektura. U većini slučajeva su to bili sportski stadioni, prostori za masovna okupljanja, gradili su se i slavoluci i oltari pobjede. Hitler je imao velike ambicije izgraditi novi monumentalni Berlin, koji zbog zahuktalog rata nikad nije uspio realizirati.

### Oblikovanje
Nacisti su veliku pažnju posvećivali dizajnu, ono što je opet paradoksalno iako nisu trpjeli Bauhaus zbog Židova koji su ga vodili (Gropiusa, Mies van der Rohea i komunista Meyera) ipak su praktički usvojili njegove postulate o jednostavnim oblicima kao o najboljim nosiocima simboličkih poruka.

## Vanjske poveznice
- Works of Art from Nazi Germany (galerija slika i skulptura) (engl.)
- Nazi Political Art  Arhivirana inačica izvorne stranice od 18. srpnja 2012. (Wayback Machine) (engl.)
- The Visualisation Of National Socialist Ideology  Arhivirana inačica izvorne stranice od 1. veljače 2010. (Wayback Machine) (engl.)
- NS-Kunst und Kultur (engl.)